# 小野綾子 (声優)
小野 綾子（おの あやこ、2月20日 - ）は、日本の女性声優。フリー。福島県出身。
かつては青二プロダクションに所属していた。

## 出演
太字はメインキャラクター。

### テレビアニメ
出演年不明
- ネオ・ハイパー・キッズ（女）

1992年
- ツヨシしっかりしなさい（1993年 - 1994年、女子大生、女性 他）

1993年
- 蒼き伝説シュート!（女生徒）
- キテレツ大百科（エアロビ教室の生徒、レポーター、女の人）
- SLAM DUNK（女生徒）

1994年
- 美少女戦士セーラームーンS / SuperS（1994年 - 1995年、ダイモーン、子供、助手、亜希） - 2シリーズ
- ママレード・ボーイ（サキ、後輩）

1995年
- 空想科学世界ガリバーボーイ（レジスタンス女、泣き女、ガイド）
- ご近所物語（S女の学生、女の子、女友達 他）

### 劇場アニメ
1995年
- スラムダンク 湘北最大の危機! 燃えろ桜木花道（女生徒）
- 美少女戦士セーラームーンSuperS セーラー9戦士集結!ブラック・ドリーム・ホールの奇跡（ボンボンベピーズ）

1996年
- ウルトラマンカンパニー（美女1）

### OVA
1993年
- 代紋TAKE2（女子大生）

1994年
- ようちえん戦隊げんきっず（きんた）

1995年
- カメレオン4（看護婦）
- 3×3 EYES 〜聖魔伝説〜
- 湘南爆走族10 FROM SAMANTHA（スナックの女）

### ゲーム
1994年
- ぽっぷるメイル（女の子）

1995年
- がんばれゴエモン きらきら道中〜僕がダンサーになった理由〜（ヤエ）
- ドラゴンナイト&グラフィティ（マリア）

1996年
- キュイーン（あいちゃん）
- 同級生 〜if〜（黒川さとみ）

### 吹き替え
- ダンス・ウィズ・ウルブズ ※テレビ朝日版
- ネバーエンディング・ストーリー3 ※テレビ朝日版

### ラジオ
- 天才!早耳ラジオ君 〜アニメ＆コミック倶楽部
- 古谷徹の美少女声優まるかじり

### アニメCD
- 國府田マリ子のRadio Canvas Special
- 國府田マリ子のRadio Canvas3
- 三國志DX

### 映像商品
- It's say you!! Vol.3 「私立・聖アニメ学園大学」

### その他コンテンツ
- 声♥遊倶楽部（アシスタント）